# Satyrus nankingensis
Satyrus nankingensis är en fjärilsart som beskrevs av Holik 1956. Satyrus nankingensis ingår i släktet Satyrus och familjen praktfjärilar. Inga underarter finns listade.